# Tschechisches Nonett
Das Tschechische Nonett (originalsprachlich zunächst Český nonet, ab 1949 České noneto) ist ein 1924 gegründetes Kammermusikensemble in der Besetzung Flöte, Oboe, Klarinette, Horn, Fagott, Violine, Viola, Violoncello und Kontrabass. Damit zählt das von Absolventen des Prager Konservatoriums gegründete Tschechische Nonett – damaliger Geiger war Emil Leichner – zu den weltweit ältesten Kammerensembles. Auf dem Programm des ersten Konzertes stand u. a. das Nonett F-Dur op. 31 von Louis Spohr.
Das Ensemble regte zahlreiche Komponisten zu neuen Werken für seine Besetzung an. Die erste speziell für das Tschechische Nonett geschriebene Komposition bildete das Nonett op. 147 von Josef Bohuslav Foerster (1931). Zum 35-jährigen Bestehen des Tschechischen Nonetts schuf 1959 auch Bohuslav Martinů ein Nonett. Innerhalb von 40 Jahren brachte das Ensemble 125 Werke von 102 Komponisten zur Uraufführung, fast ausschließlich in der klassischen Nonettbesetzung mit Bläserquintett und vier Streichern. Viele der Komponisten stammten aus Tschechien, so neben Foerster und Martinů etwa Alois Hába, Rudolf Karel, Emil František Burian, Iša Krejčí und Otakar Jeremiáš.
Tourneen führten das Tschechische Nonett durch viele europäische Länder (Deutschland, Österreich, Großbritannien, Holland, Spanien, Italien, Frankreich), aber auch nach Nord- und Südamerika, Japan und Südafrika.
Die Diskographie des Tschechischen Nonetts umfasst etwa 45 Schallplatten- und CD-Einspielungen, erschienen bei den Labels Supraphon, Panton und Harmonia Mundi. 2003 gewann eine Aufnahme mit Werken Ludwig van Beethovens den „Choc – Le Monde de la musique“. Derzeit (Stand 2021) spielt das Ensemble in folgender Besetzung: Romana Zieglerová (Violine), Vladimír Kroupa (Bratsche), Simona Hečova (Violoncello), David Pavelka (Kontrabass), Jiri Skuhra (Flöte), Vladislav Borovka (Oboe), Ales Hustoles (Klarinette), Pavel Langpaul (Fagott) und Jiri Spacek (Horn).